# Gleed
Gleed ist ein Census-designated place im Yakima County im US-Bundesstaat Washington. Die Volkszählung von 2020 erfasste 2.873 Einwohner. Der CDP wurde im Jahr 2002 erstmals vom Census definiert.

## Lage
Der Ort liegt am Naches River nordwestlich von Yakima an der US-12 und dem Old Naches Highway auf einer Höhe von 383 Metern über dem Meeresspiegel. Das Gebiet umfasst 14 km² Fläche.